# Roman Sorkin
Roman Sorkin (in ebraico רומן סורקין‎?; Minsk, 11 agosto 1996) è un cestista israeliano con cittadinanza bielorussa.

## Carriera
Con Israele ha disputato i Campionati europei del 2022.

## Statistiche

### College
| Anno      | Squadra      | PG | PT | MP  | TC%  | 3P%  | TL%  | RP  | AP  | PRP | SP  | PP  |
| --------- | ------------ | -- | -- | --- | ---- | ---- | ---- | --- | --- | --- | --- | --- |
| 2014-2015 | Oregon Ducks | 8  | 0  | 4,4 | 45,5 | 33,3 | 50,0 | 1,0 | 0,1 | 0,0 | 0,1 | 1,6 |
| 2015-2016 | Oregon Ducks | 22 | 0  | 5,6 | 46,9 | 26,7 | 77,8 | 1,0 | 0,2 | 0,0 | 0,1 | 1,9 |
| 2016-2017 | Oregon Ducks | 23 | 0  | 8,0 | 45,3 | 47,6 | 93,8 | 1,9 | 0,5 | 0,0 | 0,3 | 3,2 |
| 2017-2018 | Oregon Ducks | 21 | 2  | 6,7 | 48,9 | 33,3 | 77,8 | 0,9 | 0,2 | 0,0 | 0,3 | 2,9 |
| Carriera  | Carriera     | 74 | 2  | 6,5 | 46,8 | 36,2 | 83,3 | 1,2 | 0,3 | 0,0 | 0,3 | 2,5 |

### Eurolega
| Anno      | Squadra          | PG  | PT | MP   | TC%  | 3P%  | TL%  | RP  | AP  | PRP | SP  | PP   |
| --------- | ---------------- | --- | -- | ---- | ---- | ---- | ---- | --- | --- | --- | --- | ---- |
| 2021-2022 | Maccabi Tel Aviv | 22  | 1  | 8,3  | 54,8 | 30,0 | 58,3 | 1,8 | 0,2 | 0,3 | 0,3 | 2,9  |
| 2022-2023 | Maccabi Tel Aviv | 36  | 4  | 16,3 | 65,2 | 15,4 | 66,7 | 3,2 | 0,8 | 0,3 | 0,8 | 6,8  |
| 2023-2024 | Maccabi Tel Aviv | 32  | 7  | 15,8 | 52,1 | 37,5 | 78,6 | 3,1 | 0,5 | 0,3 | 0,6 | 6,8  |
| 2024-2025 | Maccabi Tel Aviv | 33  | 23 | 23,4 | 50,9 | 34,1 | 84,7 | 4,1 | 1,1 | 0,5 | 0,5 | 12,9 |
| Carriera  | Carriera         | 123 | 35 | 16,6 | 54,8 | 32,9 | 75,7 | 3,2 | 0,7 | 0,4 | 0,6 | 7,7  |

## Palmarès

### Squadra
- Campionato israeliano: 2

Maccabi Tel Aviv: 2022-2023, 2023-2024
- Coppa di Israele: 1

Maccabi Tel Aviv: 2025
- Coppa di Lega israeliana: 3

Maccabi Tel Aviv: 2021, 2022, 2024

### Individuale
- All-Israeli League Second Team: 1

Maccabi Tel Aviv: 2021-2022
- Ligat ha'Al MVP: 1

Maccabi Tel Aviv: 2023-2024
- Ligat ha'Al MVP finali: 1

Maccabi Tel Aviv: 2023-2024